# Hospital Nacional Docente Madre Niño San Bartolomé
El Hospital Nacional Docente Madre Niño San Bartolomé es un centro hospitalario público peruano situado en Lima y administrado por el Ministerio de Salud del Perú (Minsa). 
Fue fundado en la época colonial, para la atención de negros libertos. Originalmente, su sede estuvo en la actual cuadra 9 del jirón Miró Quesada (Barrios Altos). Con el establecimiento de la República se convirtió en un hospital militar. En 1961 se transformó en un hospital materno infantil. En 1988 se trasladó al sitio que ocupa actualmente, en la octava cuadra de la avenida Alfonso Ugarte. Además de su función asistencial enfocada a la madre y al niño, se consagra a la docencia y la investigación.

## Historia
El hospital San Bartolomé fue fundado en 1651 por el sacerdote agustino fray Bartolomé de Vadillo y con el auspicio del arzobispo Pedro de Villagómez, con el propósito de que fuera un centro de asistencia para negros libertos. Vadillo comprobó la necesidad de un establecimiento de ese tipo, pues sucedía entonces que cuando un esclavo negro dejaba de ser productivo, sea por enfermedad o vejez, el amo le daba libertad, para evitar hacerse cargo de su atención. De modo que eran muchos los libertos que quedaban en total desamparo.

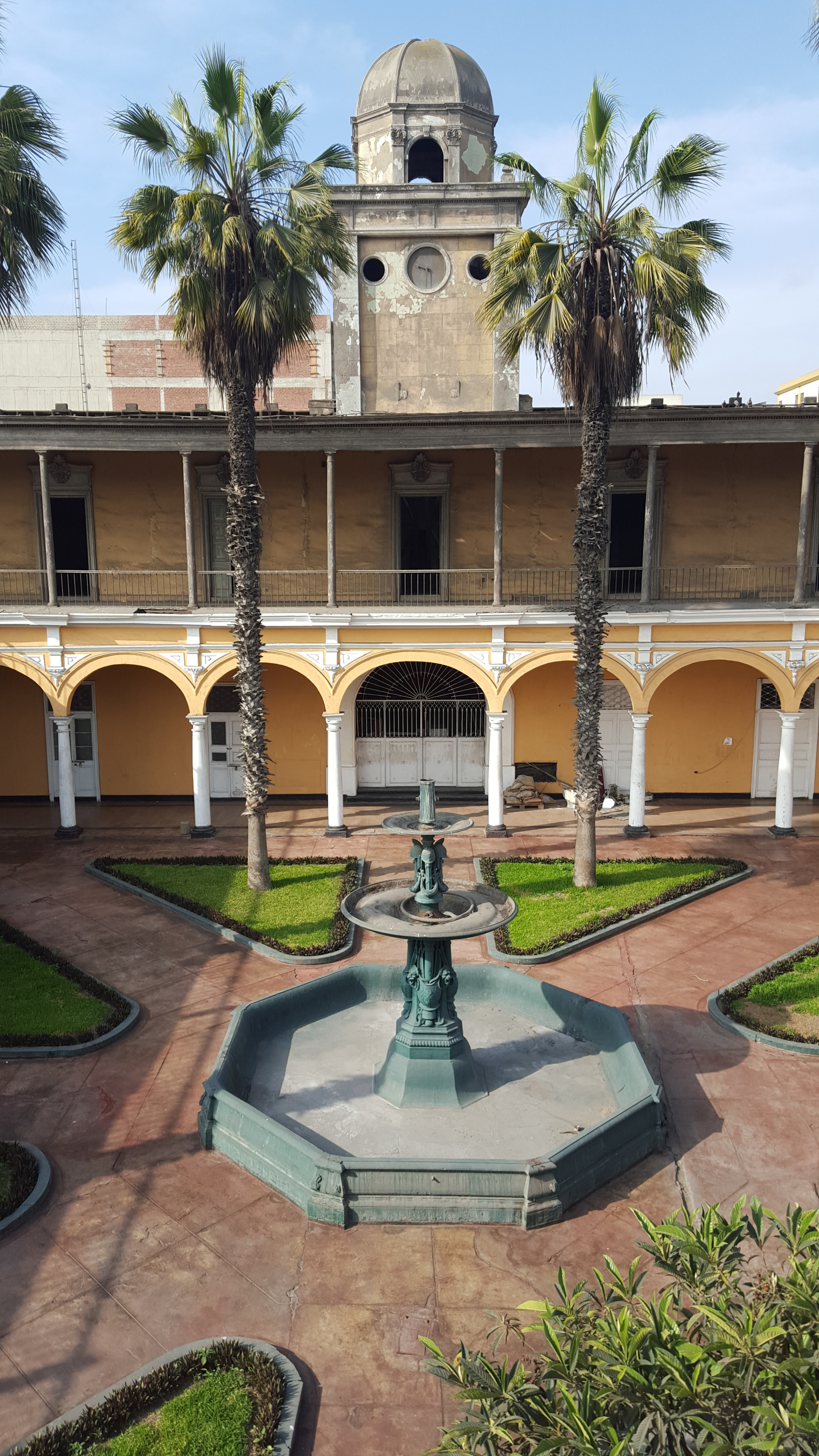
Antiguo local del Hospital San Bartolomé en Barrios Altos

El hospital se erigió muy cerca del Hospital Santa Ana (dedicado a los indios) y del Hospital Real de San Andrés (donde se atendía a la gente de origen español), en el barrio de Santa Catalina, calle San Bartolomé (novena cuadra del actual jirón Miró Quesada), en donde funcionó durante más de trescientos años, hasta que en 1988 fue trasladado al sitio que actualmente ocupa.
El recinto sufrió los estragos del terremoto de 1687, siendo parcialmente reconstruido por el sargento mayor Manuel Fernández Dávila, que era el mayordomo del hospital. Una segunda destrucción sufrió durante el terremoto de 1746, por lo que debió ser completamente remodelado.

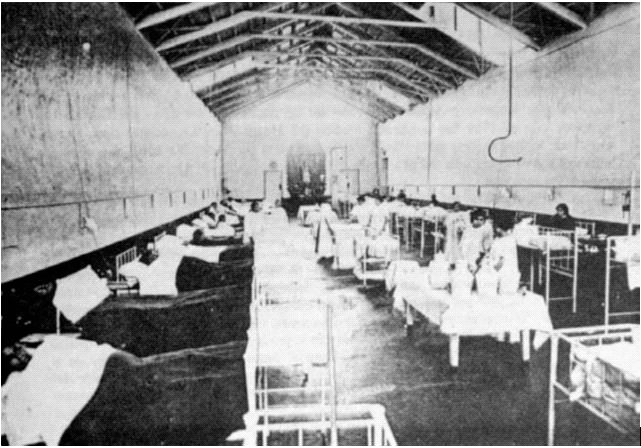
Sala del Hospital Militar San Bartolomé,.

En 1821 empezó a ser usado para la atención de los soldados del ejército libertador, en especial de los grancolombianos que llegaron para luchar a favor de la independencia del Perú. Consolidada la República independiente, se convirtió en Hospital Militar, pasando su administración y sostenimiento a cargo del gobierno. Su personal lo encabezaba un Cirujano Mayor, más un cuerpo de cirujanos y médicos, así como alumnos de la Facultad de Medicina de San Fernando, externos e internos.
En 1858 se incorporaron las Hermanas de la Caridad de San Vicente Paúl, para dedicarse a la parte administrativa.
En 1866 pasó a la competencia de la Sociedad de Beneficencia Pública de Lima, hasta 1880 en que volvió a la administración del gobierno, durante la dictadura de Nicolás de Piérola.
En 1910, al reorganizarse el servicio de sanidad militar del Perú, el hospital San Bartolomé quedó bajo la dependencia de la sanidad militar. Adoptó entonces el nombre de Hospital Militar de San Bartolomé, y funcionó como tal hasta 1958, cuando se inauguró el moderno Hospital Militar Central de la avenida Brasil.
El viejo hospital de San Bartolomé fue remodelado y ampliado en 1961, convirtiéndose en Hospital Centro de Salud Materno Infantil, y quedando bajo la dependencia directa del Ministerio de Salud Pública.
En 1988 se trasladó al amplio local situado en la octava cuadra de la avenida Alfonso Ugarte, que hasta entonces había sido la sede del Instituto de Enfermedades Neoplásicas. Por entonces se llamaba Hospital Materno Infantil San Bartolomé. Actualmente se denomina Hospital Nacional Docente Madre Niño San Bartolomé.

## Especialidades médicas
- Gineco - Obstetricia
- Medicina especializada
- Cirugía pediátrica
- Cirugía plástica pediátrica
- Pediatría
- Emergencia y cuidados críticos
- Patología clínica - Laboratorio
- Anatomía patológica
- Odontología
- Expedición de certificados médicos
- Otros servicios médicos
- Unidad de transporte asistido
- Enfermería
- Anestesiología y centro quirúrgico
- Telemedicina / Teleconsultas - Teleinterconsulta - Telegestión - Telecapacitación

### Sub especialidades pediátricas
- Gastroenterología
- Infectología pediátrica
- Endocrinología pediátrica
- Neumología pediátrica
- Neurología pediátrica
- Nefrología pediátrica

+ Cardiología Pediátrica
+ Psiquiatría Infantil
+ Dermatología Pediátrica
+ Genética